# Лакар (департамент)
Департамент Лакар  (исп. Departamento de Lácar) — департамент в Аргентине в составе провинции Неукен.
Территория — 4930 км². Население — 29748 человек. Плотность населения — 6,00 чел./км².
Административный центр — Сан-Мартин-де-лос-Андес.

## География
Департамент расположен на юге провинции Неукен.
Департамент граничит:
- на севере — с департаментом Уиличес
- на востоке — с департаментом Кольон-Кура
- на юго-востоке — с провинцией Рио-Негро
- на юге — с департаментом Лос-Лагос
- на западе — с Чили

## Административное деление
Департамент включает 1 муниципалитет:
- Сан-Мартин-де-лос-Андес

## Важнейшие населенные пункты[3]
| № | Населённый пункт        | Населённый пункт (исп.) | Категория | Население чел. (2010) | На карте                        |
| - | ----------------------- | ----------------------- | --------- | --------------------- | ------------------------------- |
| 1 | Сан-Мартин-де-лос-Андес | San Martín de los Andes | город     | 27956                 | 40°09′22″ ю. ш. 71°21′07″ з. д. |
| 2 | Вилья-Лаго-Меликина     | Villa Lago Meliquina    | поселок   | 105                   | 40°23′05″ ю. ш. 71°15′15″ з. д. |